# Телия, Вероника Николаевна
Верони́ка Никола́евна Те́лия (1 ноября 1930, Луганск — 4 декабря 2011, Москва) — советский и российский лингвист, доктор филологических наук (1982), специалист в области фразеологии. Основательница Московской фразеологической школы.

## Биография
Вероника Николаевна Телия родилась 1 ноября 1930 года в Луганске в семье инженера Николая Ивановича Бурлакова и преподавателя политэкономии Анны Филипповны Бурлаковой. В период Великой Отечественной войны семья была эвакуирована в Тбилиси, где Вероника окончила среднюю школу № 39, в 1956 году — филологический факультет (отделение русского языка и литературы) Тбилисского университета.
В 1956—1962 годы преподавала в Ростовском педагогическом институте. С 1963 года работала в Институте языкознания АН СССР (старший научно-технический сотрудник, с 1965 — младший научный сотрудник, с 1980 — старший, с 1987 — ведущий, с 1992 — главный научный сотрудник).
Одновременно читала лекции в Пенсильванском и Гарвардском университетах (США), в педагогических институтах (Калинин, Тула), вела спецкурсы в МГУ им. М. В. Ломоносова и Московском педагогическом институте им. В. И. Ленина.

### Семья
Муж (с 1949) — Виктор Телия, юрист;
- дочь (р. 1953)[1].

## Научная деятельность
Окончила заочную аспирантуру Тульского педагогического института[уточнить] (руководитель — В. Л. Архангельский). В 1968 году защитила кандидатскую диссертацию «Вариантность лексического состава идиом как структурных единиц языка», в 1982 — докторскую диссертацию «Типы языковых значений. Связанное значение слова в языке».
Основные направления исследований:
- общая и структурная идиоматика; проблемы вариантности, тождества и различия идиом как структурных единиц языка;
- категория косвенной номинации;
- языковые механизмы экспрессивности;
- компьютерная фразеография;
- культурная коннотация;
- культурная интерпретация языковых знаков;
- лингвокультурология.

В 1986 году создала проблемную группу «Общая фразеология и компьютерная фразеография» (с 1995 — «Общая фразеология и язык культуры»), проводила школы-семинары. Итоги работы группы опубликованы в монографиях «Фразеография в Машинном фонде русского языка» (М.: Наука, 1990) и «Макет словарной статьи для Автоматизированного Толково-идеографического словаря русских фразеологизмов. Образцы словарных статей» (М.: ИЯз АН СССР, 1991).
Участвовала в работе международных конференций (Москва, Прага, Братислава, Грац). Возглавляла комиссию по фразеологии и фразеографии в рамках Научного совета по лексикологии и лексикографии при Отделении литературы и языка АН СССР; являлась членом Научного совета Президиума РАН «Русский язык», членом Комиссии по фразеологии Международного комитета славистов, членом редколлегии «International Journal of Lexicography».
Подготовила 12 кандидатов и докторов наук.
Автор более 100 научных публикаций, в том числе 4 монографий; редактор 15 монографий и 2 фразеологических словарей.

## Основные работы
- «Что такое фразеология?» (1966);
- «Типы языковых значений: Связанное значение слова в языке» (1981);
- «Коннотативный аспект семантики номинативных единиц» (1986);
- «Словарь образных выражений русского языка» (1995; в соавт. с М. Л. Ковшовой, Т. С. Аристовой, И. Н. Черкасовой, Е. А. Рысевой)
- «Русская фразеология: Семантический, прагматический и лингвокультурологический аспекты» (1996);
- «Большой фразеологический словарь русского языка. Значение. Употребление. Культурологический комментарий» (2006; 4 изд. 2009; отв. редактор)